# Face Yourself
Face Yourself es el tercer álbum de estudio japonés de la boy band surcoreana BTS, el cual fue publicado el 4 de abril de 2018. El álbum presenta 12 pistas, incluidas las versiones en japonés de algunas canciones de su álbum de 2016 Wings y de su EP Love Yourself: Her, así como tres canciones originales en japonés: «Don't Leave Me», «Let Go» y «Crystal Snow».

## Antecedentes y lanzamiento
«Crystal Snow» fue publicada por primera vez el 6 de diciembre de 2017 como parte de un álbum sencillo con las versiones japonesas de «MIC Drop» y «DNA».
El 1 de febrero de 2018 BTS anunció el lanzamiento de su tercer álbum en japonés, Face Yourself, a través de su cuenta oficial de Twitter en Japón. El 16 de marzo de 2018 se anunció que se daría conocer una parte de la canción «Don't Leave Me» durante la transmisión del programa de radio "Sakaguchi Kentaro’s All Night Nippon GOLD", la misma que es el tema de apertura de la adaptación japonesa del drama Signal. La canción alcanzó la posición 25 en la lista  Billboard Japan Hot 100 antes de su lanzamiento oficial.
El álbum debutó en el puesto número 1 de la lista Oricon's Daily CD Album, donde se mantuvo en la máxima posición 7 días consecutivos, con un total de ventas acumuladas de 284 866 unidades, rompiendo así el récord de la mayor cantidad de ventas en la primera semana por un artista coreano en la lista de Oricon, que había sido obtenido hace siete años por KARA; también se convirtió en el álbum más vendido por un artista masculino en la lista Oricon en 2018.

## Ediciones
Hay cuatro versiones disponibles del álbum: tipo A, tipo B, tipo C y una edición regular. Todas tienen la misma lista de canciones, mientras que solo la tipo A y la B tienen contenido de vídeo en Blu-Ray y DVD respectivamente.
- Edición Limitada Tipo A (UICV-9277): Incluye un disco Blu-Ray y un folleto de 32 páginas.[11]
- Edición Limitada Tipo B (UICV-9278): Incluye un DVD y un folleto de 32 páginas.[12]
- Edición Limitada Tipo C (UICV-9279): Incluye un folleto de 68 páginas.[13]
- Edición Regular (UICV-1095): Solo incluye el CD y un folleto de 24 páginas.[14]

## Lista de canciones
- Tipo A, B, C y Regular

| N.º   | Título                                           | Escritor(es) | Productor             | Duración |  |
| 1.    | «Intro: Ringwanderung»                           | "Hitman" Bang, ADORA, J-Hope, Pdogg, Ray Michael Djan Jr, RM, Suga, UTA, アシュトン · フォスター, アンドリュー · タガート, サム · クレンフナー | UTA                   | 1:26     |  |
| 2.    | «Best of Me» (Japanese Ver.)                     | "Hitman" Bang, ADORA, J-hope, Pdogg, Ray Michael DjanJr, RM, Suga, アシュトン · フォスター, アンドリュー · タガート, サム · クレンフナー       | Andrew Taggart, Pdogg | 3:47     |  |
| 3.    | «Blood Sweat & Tears» (Japanese Ver. 血、汗、涙) | "Hitman" Bang, J-hope, Kim Do Hoon, Pdogg, RM, Suga                                                                                            | Pdogg                 | 3:36     |  |
| 4.    | «DNA» (Japanese Ver.)                            | "Hitman" Bang, KASS, Pdogg, RM, Suga, Supreme Boi                                                                                              | Pdogg                 | 3:43     |  |
| 5.    | «Not Today» (Japanese Ver.)                      | "Hitman" Bang, ADORA, JUNE, Pdogg, RM, Supreme Boi                                                                                             | Pdogg                 | 3:53     |  |
| 6.    | «MIC Drop» (Japanese Ver.)                       | "Hitman" Bang, J-hope, Pdogg, RM, Supreme Boi                                                                                                  | Pdogg                 | 3:58     |  |
| 7.    | «Don't Leave Me»                                 | Hiro, Pdogg, SUNNY BOY, UTA | UTA                   | 3:47     |  |
| 8.    | «Go Go» (Japanese Ver.)                          | "Hitman" Bang, Pdogg, Supreme Boi | Pdogg                 | 3:57     |  |
| 9.    | «Crystal Snow»                                   | RM, 岡嶋かな多, 源田爽馬 | SOMA GENDA            | 5:23     |  |
| 10.   | «Spring Day» (Japanese Ver.)                     | "Hitman" Bang, ADORA, Arlissa Ruppert, Pdogg, Peter Ibsen, RM, Suga                                                                            | Pdogg                 | 4:36     |  |
| 11.   | «Let Go»                                         | Hiro, Jun, SUNNY BOY, UTA | UTA                   | 4:59     |  |
| 12.   | «Outro: Crack»                                   | UTA | UTA                   | 1:14     |  |
| 44:19 |                                                  | |                       |          |  |

- Tipo A y B

| Face Yourself Blu-Ray + DVD |                                                |          |  |
| N.º                         | Título                                         | Duración |  |
| 1.                          | «Blood, Sweat & Tears» (Videoclip)             |          |  |
| 2.                          | «血、汗、涙» (Videoclip)                       |          |  |
| 3.                          | «MIC DROP» (Japanese Ver. -Videoclip-)         |          |  |
| 4.                          | «MIC DROP» (Japanese Ver. -Dance Music Video-) |          |  |
| 5.                          | «Documental de 5 días en Japón»                |          |  |
| 6.                          | «DNA» (En vivo en Yokohama Arena)              |          |  |
| 7.                          | «MIC DROP» (En vivo en Yokohama Arena)         |          |  |
| 8.                          | «Making of Album Jacket Photos»                |          |  |

## Posicionamiento en listas
| Lista (2018)                            | Mejor posición |
| --------------------------------------- | -------------- |
| Australia (ARIA)                        | 71             |
| Austria (Ö3 Austria Top 40)             | 42             |
| Bélgica (Ultratop flamenca)             | 94             |
| Canadá (Billboard Canadian Albums)      | 40             |
| España (PROMUSICAE)                     | 96             |
| Estados Unidos (Billboard 200)          | 43             |
| Estados Unidos (Billboard World Albums) | 1              |
| Francia (SNEP)                          | 40             |
| Irlanda (IRMA)                          | 72             |
| Japón (Billboard Hot Albums)            | 1              |
| Japón (Oricon Weekly Albums)            | 1              |
| Nueva Zelanda (Recorded Music NZ)       | 7              |
| Países Bajos (MegaCharts)               | 116            |
| Reino Unido (UK Albums Chart)           | 78             |
| Suiza (Schweizer Hitparade)             | 62             |

| Lista (2018)                                  | Mejor posición |
| --------------------------------------------- | -------------- |
| Corea del Sur (Gaon)                          | 85             |
| Estados Unidos (Billboard World Digital Song) | 2              |

## Ventas y certificaciones
| País                           | Ventas  | Certificación |
| ------------------------------ | ------- | ------------- |
| Japón (Oricon Albums Chart)    | 338 324 | 2x Platino    |
| Estados Unidos (Billboard 200) | 4 000   |               |

| País                 | Ventas |
| -------------------- | ------ |
| Corea del Sur (Gaon) | 31 543 |

| País                       | Ventas |
| -------------------------- | ------ |
| Japón (Oricon)             | 4 611  |
| Estados Unidos (Billboard) | 9 000  |

## Historial de lanzamientos
| País  | Fecha              | Formato              | Sello                                           |
| ----- | ------------------ | -------------------- | ----------------------------------------------- |
| Japón | 4 de abril de 2018 | CD, descarga digital | Universal Music Japan, Big Hit, Virgin, Def Jam |
| Mundo | 4 de abril de 2018 | Descarga digital     |                                                 |